# مطار لونغ سيمادو
مطار لونغ سيمادو (إياتا: LSM، إيكاو: WBGD) هو مطار يخدم بلدة لونغ سيمادو في ولاية سراوق في ماليزيا. لا توجد رحلات مجدولة في هذا المطار.

## روابط خارجية
- الإقلاع والهبوط القصير، على موقع شركة مطارات ماليزيا.
- تاريخ الحوادث للمطار LSM، على موقع شبكة سلامة الطيران.